# Dora Nascimento
Doralice Nascimento de Souza, conocida por Dora Nascimento (n. Macapá, 21 de octubre de 1967) es una geógrafa y política brasileña, actual vicegovernadora del Estado de Amapá